# 夢の平スキー場
夢の平スキー場（ゆめのたいらスキーじょう）は、富山県砺波市東郊の栴檀山（せんだんやま）地区にあるスキー場である。標高は515mで、富山県内のスキー場では最も低い。

## 概要
1960年に砺波市スキー連盟が五谷放牧場（20ha）に市営スキー場の設置を陳情し、1961年1月14日に牧場を冬季間スキー場『五谷スキー場』として開放し、1964年8月に『夢の平スキー場』として正式にオープン、1965年には砺波観光開発（株）が発足し（当時は企業経営で県内三番目に出来たスキー場であった）、同年12月11日にはスキーリフト（530m）が完成。
その後、1978年に砺波観光開発は赤字となったスキー場を市へ移管することを打診したものの、1979年に3,000万円の借金を理由に休業した。このため、1980年に現在の運営（砺波市五谷観光企業組合）により継続された。
スノーボードは全面滑走可能。ナイター営業はナイター設備故障のためは2017年 - 2018年シーズンから休止。
ここのスキー場では、目前の砺波平野の散居村風景はもちろん、晴れていれば遠く立山連峰や日本海など絶佳な展望を楽しむことができる。
冬以外には四季折々の花がゲレンデ全体を彩り、春はスイセン、秋はコスモスの名所としても広く知られる。
特に10月に催される「夢の平コスモスウォッチング」は、春の｢となみチューリップフェア｣梅雨時の頼成の森での｢花菖蒲祭り｣盛夏時の｢となみカンナフェスティバル｣と並ぶ、花のまち・砺波市を代表する花のイベントである。
1995年4月14日にはレストラン・宿泊施設｢夢の平コスモス荘｣も新設された。
2019年 - 2020年シーズンは暖冬の影響で、開場以降初めて1日も営業出来なかった。

## コース
- 1基のペアリフト（2002年12月22日完成[8]で3本のコースが設置されているが、実質1面で上段急斜面より中段からリフト乗り場までは扇方に広がっており一面で角度を変えている。

中間駅があり、上段の幅狭い急斜面を滑りたくない初心者が下りれるようになっている。

## 交通アクセス
- 北陸自動車道 砺波ICから車で約20分。
- 砺波市営バス 栴檀山線「五谷」バス停より徒歩20分程度。